# حسبان (عمان)
حسبان إحدى مناطق عمّان حسب تقسيمات أمانة عمان الكبرى، وهي تقع إلى الغرب من المدينة على الطريق إلى البحر الميت، وإلى الجنوب الغربي من ناعور وقرية الروضة ناعور، وتشتهر بسيل حسبان.
(2008)

## الموقع
تقع بلدة حسبان على يمين الطريق المؤدي من عمان إلى مـأدبــا وعلى بعد حوالي 20 كم إلى الجنوب الغربي من العاصمة عـمـّان وعلى بعد 10 كم من مأدبا شمالا ً، وترتفع عن سطح البحر 880 مترا ً. وهي من ناحيةٍ إداريةٍ قضاء يتبع إلى لواء ناعور ويبلغ عدد السكان في حسبان أكثر من 30 ألف نسمة.

## الاسم
كان يطلق عليها، في التاريخ، القديم اسم «حشبون» وهي كلمة سامية مؤابية تعني بلغتنا العربية «حسبان» أو «التدبير»

## تاريخها
ويمتد تاريخها من العصور الحديدية (1200 330 ق. م)، وتقوم على أنقاض مدينة حشبون القديمة التي هي مدينة سيحون ملك الأموريين احتلها نبوخذ نصرالآشوري عام 597، وعمل على تدميرها وقتل أهلها ثم إجتاحها الفرس عام 612 م. ثم تم إستيطانها بشكل ٍ مكثف ٍ في العصر البيزنطي وأُطلق عليها إسم «إسيوس» وأصبحت مركزا ً للأسقفية، وحتى في بداية العهد الإسلامي كان «ثيودور» أسقفا ً معتمدا ً فيها. وقد عُرفت في الفترات الإسلامية ب «حسبان» وذكر ذلك الإسم أبو الفداء (1273 1331 م) حيث قال«حسبان وفيها حصن ٌ حصين» واستمرت أهمية حسبان في العصر الأموي (661 750 م)، وكانت عاصمة البلقاء (البلقاء هي إحدى المقاطعات الخمس، آنذاك، وتمتد من نهر الزرقاء شمالا ً إلى نهر الموجب جنوبا ً) إضافة إلى أنها كانت محطة ً بريدية ً بين دمشق والكرك، وتشير الروايات التاريخية إلى أن سعيد بن خالد الفديني، الذي ينحدر من السلالة الأموية، قد لجأ إلى تل حسبان، بعد أن ثار على الحكم العباسي ولكن العباسيين أرسلوا إليه قواتهم لإخماد ثورته مع بداية القرن التاسع الميلادي. وقد لحق بها التدهور بعد القرن التاسع الميلادي.

### الايوبيين
وبعد ذلك بعدة قرون، ونظرا لأهمية موقع تلة حسبان، فقد إتخذ منها صلاح الدين الأيوبي (1184 م) قاعدة لقواته لمهاجمة الصليبيين في الكرك، وتم إستيطانها في العصر المملوكي بين (1250 1517 م) وشهدت حسبان في هذا العصر إزدهارا ً كبيرا ً.

## الاثار
- آثار تل حسبان: جرت في تل حسبان حفريات كثيرة للتنقيب عن آثار تلك الأمم التي تعاقبت عليها؛ فقد أشار الدكتورهورن في نتائج الحفريات والدراسات التي أجراها إلى وجود بناءٍ إسلامي وأربعة آبار ٍ عمقها 10 أمتار ٍ ووجد مصباحا ً يعود إلى عصر المماليك إضافة إلى 66 قطعة من العملة الفضية الإسلامية، واكتشف أيضا ً كنيسة على قمة التل فيها قواعد ٌ وأعمدة ٌ وأرضية من الفسيفساء، كما ظهر من الحفريات كتابة تعود إلى عام 500 قبل الميلاد. وقد بدأت دائرة الآثارالأردنية، وبالتعاون مع جهات ٍ دولية أكاديمية متخصصة، بالتنقيب عن الآثار في تلة حسبان منذ مطلع الستينات من القرن العشرين أسفرت عن وجود اكتشافات ٍ أثرية ٍ تعود إلى العصور الحجرية القديمة وإلى الفترة الهللينية والرومانية والإسلامية. ففي عام 1973 م تم اكتشاف جرة يبلغ ارتفاعها 28 سم تعود إلى النصف الثاني من القرن الثامن الميلادي أي في الفترة العباسية وهي مصنوعة من الخزف الرقيق ولها مقبضان على الطرفين العلويين منها وتتشكل من مزيج من الأشكال الهنسية والنباتية. كما تم اكتشاف صحن فخاري مزجج ٍ مزخرف ٍ بأشكال ٍ هندسية ٍ وتبين أنه يعود إلى القرن الثالث عشر الميلادي أي في عصر الدولة المملوكية. ومازالت المعالم الأثرية الكثيرة، في تل حسبان، ماثلة للعيان حتى يومنا هذا، وهي عبارة ٌ عن عدد من المباني التي أُنشئت في أيام العصر المملوكي، والأعمدة، والبيوت، والساحات المرصوفة بالحجارة، والحمامات، والمخازن، والحجارة المزخرفة بالرسوم والكتابات، والكنائس، وأرضيات ٍ فسيفسائية. وفي عام 2005 تم توقيع إتفاقية مع جامعة أندروز البريطانية بهدف صيانة وترميم الآثار في تل حسبان. ولقد قام الباحث بعدة زياراتٍ للموقع كان آخرها بتاريخ 23 / 4 / 2008 مستنتجا ً أن ماتم التنقيب عنه واكتشافه لا يعادل 5 % مما هو على أرض تل حسبان.

## مشاهير
- إسماعيل بن خليفة الحسباني

## وصلات خارجية
حسبان.